# 飛ingヒーロー
『飛ingヒーロー』（ふらイングヒーロー）は、1989年2月17日に、EPIC/ソニーからリリースされたファミリーコンピュータ用のゲームソフト
。
1987年にアーケードゲームとしてAOUショーへの出展およびロケテストが行われたが未発売、その後1988年にセガ・マークIIIで発売されたセガの『め組レスキュー』の移植である。
消防士（ファイヤーマン）が、様々な火災現場で消火および人命救助をするアクションゲーム。全32ステージ。

## ゲーム内容

### システム
基本操作
プレイヤーはファイヤーマンを直接操作することは出来ず、地面のネット（担架）を左右に操作して、飛び上がったファイヤーマンを受け止め、トランポリンのように再度跳ね飛ばす。
ステージ構成
ステージ（火災現場）は、多数の窓がある、ビルまたはマンションのような建物で、窓の各所に炎または要救助者が存在する。ファイヤーマンが炎のある窓に接触すると炎が鎮火（一段回小さくなる）し、要救助者に接触すると連れ出すことが出来る（連れ出したファイヤーマンをネットで受け止めると救助が成功する）。
炎は放置すると徐々に大きくなり、隣接する窓へ延焼して行く（延焼のスピードはステージが進むほど速くなる。また延焼範囲が一定以上広がるとBGMが変化する）。要救助者がいる窓が燃え上がると、救助者が窓から飛び降りてしまうが、落下する救助者をネットで受け止められれば救助出来る。
ステージクリアおよびミスの条件
炎を完全に鎮火させるか、要救助者を全て救助する事でステージクリアとなる。後者はパーフェクトボーナスの30000点が獲得出来る。
ファイヤーマンをネットで受け止め損なったり、建物面（後述）で制限時間内に脱出できない場合は、ミスとなってファイヤーマンの残り人数が1つ減り、0になるとゲームオーバーになる。

### アイテム
炎に接触して鎮火させると、そこからアイテムが出現する場合があり、ネットで受け止めると取得できる。
- ネット - ネットの面積が広がる（1ランク分）。
- ツルハシ - ネットの面積が縮む（1ランク分）。ネットが広がっていないと出現しない。
- 火の粉 - ネットに火がついてしまう。もう一度取得してしまうとネットが焼失し、ミスが確定する。
- 消火器 - ネットについた火を消すことができる。ネットに火がついていなければ出現しない。
- ラッパ - ファンファーレと共に雨雲が出現。炎が消えてステージクリアとなる。
- 無線機 - ステージの上空にヘリコプターが飛んでくる。ファイヤーマンがヘリコプターに捕まることができればステージクリアとなり、さらにボーナスステージ（後述）へ行ける。
- まとい - 建物面（後述）にワープする。
- 1UPコイン - ファイヤーマンの顔が描かれたコインで、取得すると1UP。ボーナスステージ、建物面でのみ出現。
- ダイナマイト - 触れると即ミスとなる。建物面でのみ出現。

### 特殊なステージ
ボーナスステージ
アイテムの無線機を使用してステージクリアすると行ける。雲の上を跳ね回って多数のアイテムを取得できる。
建物面
アイテムのまといを取得すると行ける。通常のステージと内容がまったく異なり、クォータービューで表示される建物の中で、ファイヤーマンを上下左右に歩行移動させ、各所の扉を開けたり、消火器を噴射して炎を消したりする。
画面には制限時間（カウントダウン）が表示されており、時間内に特定の扉を開ければ脱出できる。

## 評価
- ゲーム誌『ファミコン通信」の「クロスレビュー」では20点（満40点）[3]、『ファミリーコンピュータMagazine』の読者投票による「ゲーム通信簿」での評価は以下の通りとなっており、17.69点（満30点）となっている[1]。

| 項目 | キャラクタ | 音楽 | 操作性 | 熱中度 | お買得度 | オリジナリティ | 総合  |
| 得点 | 3.08       | 2.83 | 3.04   | 2.85   | 2.93     | 2.96           | 17.69 |

- ゲーム誌『CONTINUE』では、「災害救助ゲームなのに、ゲームシステムは30代以上のゲーセンゲーマー限定で、昔なつかしの『サーカス』。あの～、トランポリンで跳ねて人を助けるというのはなんか根本的に間違ってませんか?」と評している[4]。